# ISO 639:h
Dies ist die Liste der ISO-639-3-Sprachcodes beginnend mit h.
Index |
a |
b |
c |
d |
e |
f |
g |
h |
i |
j |
k |
l |
m |
n |
o |
p |
q |
r |
s |
t |
u |
v |
w |
x |
y |
z
Abkürzungen werden in der Tabelle wie folgt verwendet:
- Scope: I = individual language (Einzelsprache), M = macrolanguage (Makrosprache), S = Spezialcode
- Type: A = ancient (alte Sprache, ausgestorben in alter Zeit), C = constructed (konstruiert), E = extinct (ausgestorben in jüngerer Zeit), H = historical (historische Sprache, unterschieden von ihrer modernen Sprachform), L = living (lebende Sprache), S = Spezialcode

Zurückgezogene Codes (retired codes) sind in Klammern eingeschlossen.
Die Spalte Sprachenfamilie enthält die Sprachfamilie oder die Makrosprache der jeweiligen Sprache.
Werden Codes hier nicht gefunden, könnten sie auch noch unter ISO-639-2- oder unter ISO-639-5-Codes zu finden sein.
| 639-3 | 639-1 | 639-2B | Sprache                                                      | ISO-Sprachbezeichnung           | Scope/ Type | Sprachenfamilie                            |
| ----- | ----- | ------ | ------------------------------------------------------------ | ------------------------------- | ----------- | ------------------------------------------ |
| haa   |       |        | Hän, Häɬ goɬan                                               | Han                             | I/L         | Athapaskische Sprachen                     |
| hab   |       |        | Hanoi-Gebärdensprache                                        | Hanoi Sign Language             | I/L         | Gebärdensprache                            |
| hac   |       |        | Gorani                                                       | Gurani                          | I/L         | Iranische Sprachen                         |
| had   |       |        | Hatam                                                        | Hatam                           | I/L         | Westpapuasprachen                          |
| hae   |       |        | Oromo, Eastern                                               | Oromo, Eastern                  | I/L         | Kuschitische Sprachen                      |
| haf   |       |        | Haiphong-Gebärdensprache                                     | Haiphong Sign Language          | I/L         | Gebärdensprache                            |
| hag   |       |        | Hanga                                                        | Hanga                           | I/L         | Gur-Sprachen                               |
| hah   |       |        | Hahon                                                        | Hahon                           | I/L         | Ozeanische Sprachen                        |
| hai   |       | hai    | Haida                                                        | Haida                           | M/L         | Isolierte Sprachen                         |
| haj   |       |        | Hajong                                                       | Hajong                          | I/L         | Indoarische Sprachen                       |
| hak   |       |        | Hakka                                                        | Hakka Chinese                   | I/L         | Chinesische Sprachen                       |
| hal   |       |        | Halang                                                       | Halang                          | I/L         | Bahnar-Sprachen                            |
| ham   |       |        | Hewa                                                         | Hewa                            | I/L         | Sepiksprachen                              |
| han   |       |        | Hangaza                                                      | Hangaza                         | I/L         | Bantusprachen                              |
| hao   |       |        | Hakö                                                         | Hakö                            | I/L         | Ozeanische Sprachen                        |
| hap   |       |        | Hupla                                                        | Hupla                           | I/L         | Papuasprachen                              |
| haq   |       |        | Ha                                                           | Ha                              | I/L         | Bantusprachen                              |
| har   |       |        | Harari                                                       | Harari                          | I/L         | Äthiosemitische Sprachen                   |
| has   |       |        | Haisla                                                       | Haisla                          | I/L         | Wakash-Sprachen                            |
| hat   | ht    | hat    | Haitianisch, Kreyòl                                          | Haitian; Haitian Creole         | I/L         | Französischbasierte Kreolsprachen          |
| hau   | ha    | hau    | Hausa                                                        | Hausa                           | I/L         | Tschadische Sprachen                       |
| hav   |       |        | Havu                                                         | Havu                            | I/L         | Bantusprachen                              |
| haw   |       | haw    | Hawaiisch, Hawaiianisch                                      | Hawaiian                        | I/L         | Polynesische Sprachen                      |
| hax   |       |        | Süd-Haida                                                    | Haida, Southern                 | I/L         | Isolierte Sprachen                         |
| hay   |       |        | Haya                                                         | Haya                            | I/L         | Bantusprachen                              |
| haz   |       |        | Hazaragi                                                     | Hazaragi                        | I/L         | Iranische Sprachen                         |
| hba   |       |        | Hamba                                                        | Hamba                           | I/L         | Bantusprachen                              |
| hbb   |       |        | Huba                                                         | Huba                            | I/L         | Tschadische Sprachen                       |
| hbn   |       |        | Heiban, Ebang, Abul                                          | Heiban                          | I/L         | Heiban-Sprachen                            |
| hbo   |       |        | Althebräisch                                                 | Hebrew, Ancient                 | I/H         | Kanaanäische Sprachen                      |
| hbs   | sh    |        | Serbokroatisch                                               | Serbo-Croatian                  | M/L         | Südslawische Sprachen                      |
| hbu   |       |        | Habun                                                        | Habu                            | I/L         | Fabronische Sprachen                       |
| hca   |       |        | Andaman Creole Hindi                                         | Andaman Creole Hindi            | I/L         | Hindustanibasierte Kreolsprachen           |
| hch   |       |        | Huichol                                                      | Huichol                         | I/L         | Südliche Uto-aztekische Sprachen           |
| hdn   |       |        | Nord-Haida                                                   | Haida, Northern                 | I/L         | Isolierte Sprachen                         |
| hds   |       |        | Honduranische Gebärdensprache                                | Honduras Sign Language          | I/L         | Gebärdensprache                            |
| hdy   |       |        | Hadiyya                                                      | Hadiyya                         | I/L         | Kuschitische Sprachen                      |
| hea   |       |        | Hmong, Northern Qiandong                                     | Hmong, Northern Qiandong        | I/L         | Hmong-Sprachen                             |
| heb   | he    | heb    | Hebräisch, Ivrit                                             | Hebrew                          | I/L         | Kanaanäische Sprachen                      |
| hed   |       |        | Herdé                                                        | Herdé                           | I/L         | Tschadische Sprachen                       |
| heg   |       |        | Helong                                                       | Helong                          | I/L         | Fabronische Sprachen                       |
| heh   |       |        | Hehe                                                         | Hehe                            | I/L         | Bantusprachen                              |
| hei   |       |        | Heiltsuk                                                     | Heiltsuk                        | I/L         | Wakash-Sprachen                            |
| hem   |       |        | Hemba                                                        | Hemba                           | I/L         | Bantusprachen                              |
| her   | hz    | her    | Otjiherero                                                   | Herero                          | I/L         | Bantusprachen                              |
| hgm   |       |        | Haiǁom, ǂAakhoe                                              | Hai//om                         | I/L         | Khoisansprachen                            |
| hgw   |       |        | Haigwai                                                      | Haigwai                         | I/L         | Ozeanische Sprachen                        |
| hhi   |       |        | Hoia Hoia                                                    | Hoia Hoia                       | I/L         | Papuasprachen                              |
| hhr   |       |        | Kerak                                                        | Kerak                           | I/L         | Atlantische Sprachen                       |
| hhy   |       |        | Hoyahoya                                                     | Hoyahoya                        | I/L         | Papuasprachen                              |
| hia   |       |        | Lamang                                                       | Lamang                          | I/L         | Tschadische Sprachen                       |
| hib   |       |        | Hibito                                                       | Hibito                          | I/E         | Hibito-Cholón-Sprachen                     |
| hid   |       |        | Hidatsa                                                      | Hidatsa                         | I/L         | Sioux-Sprachen                             |
| hif   |       |        | Fidschi-Hindi, Fidschianisches Hindustani                    | Fiji Hindi                      | I/L         | Bihari-Sprachen                            |
| hig   |       |        | Kamwe                                                        | Kamwe                           | I/L         | Tschadische Sprachen                       |
| hih   |       |        | Pamosu                                                       | Pamosu                          | I/L         | Madang-Adelbert-Range-Sprachen             |
| hii   |       |        | Hinduri                                                      | Hinduri                         | I/L         | Pahari-Sprachen                            |
| hij   |       |        | Hijuk                                                        | Hijuk                           | I/L         | Bafia-Sprachen                             |
| hik   |       |        | Seit-Kaitetu                                                 | Seit-Kaitetu                    | I/L         | Zentral-Molukken-Sprachen                  |
| hil   |       | hil    | Hiligaynon                                                   | Hiligaynon                      | I/L         | Visayassprachen                            |
| hin   | hi    | hin    | Hindi                                                        | Hindi                           | I/L         | Hindi-Sprachen                             |
| hio   |       |        | Tsoa                                                         | Tsoa                            | I/L         | Khoisansprachen                            |
| hir   |       |        | Himarimă                                                     | Himarimă                        | I/L         | Isolierte Sprachen                         |
| hit   |       | hit    | Hethitisch                                                   | Hittite                         | I/A         | Anatolische Sprachen                       |
| hiw   |       |        | Hiw                                                          | Hiw                             | I/L         | Torres-Banks-Sprachen                      |
| hix   |       |        | Hixkaryána                                                   | Hixkaryána                      | I/L         | Karibische Sprachen                        |
| hji   |       |        | Haji                                                         | Haji                            | I/L         | Malayo-Sumbawa-Sprachen                    |
| hka   |       |        | Kahe                                                         | Kahe                            | I/L         | Bantusprachen                              |
| hke   |       |        | Hunde                                                        | Hunde                           | I/L         | Bantusprachen                              |
| hkk   |       |        | Hunjara-Kaina Ke                                             | Hunjara-Kaina Ke                | I/L         | Trans-Neuguinea-Sprachen                   |
| hkn   |       |        | Mel-Khaonh                                                   | Mel-Khaonh                      | I/L         | Bahnar-Sprachen                            |
| hks   |       |        | Hongkong-Gebärdensprache                                     | Hong Kong Sign Language         | I/L         | Gebärdensprache                            |
| hla   |       |        | Halia                                                        | Halia                           | I/L         | Ozeanische Sprachen                        |
| hlb   |       |        | Halbi                                                        | Halbi                           | I/L         | Indoarische Sprachen                       |
| hld   |       |        | Halang Doan                                                  | Halang Doan                     | I/L         | Bahnar-Sprachen                            |
| hle   |       |        | Hlersu                                                       | Hlersu                          | I/L         | Lolo-Sprachen                              |
| hlt   |       |        | Matu                                                         | Nga La                          | I/L         | Mizo-Kuki-Chin-Sprachen                    |
| hlu   |       |        | Hieroglyphen-Luwisch                                         | Luwian, Hieroglyphic            | I/A         | Anatolische Sprachen                       |
| hma   |       |        | Hmong, Southern Mashan                                       | Hmong, Southern Mashan          | I/L         | Hmong-Sprachen                             |
| hmb   |       |        | Humburi Senni, Zentral-Songhai                               | Songhay, Humburi Senni          | I/L         | Songhai-Sprachen                           |
| hmc   |       |        | Hmong, Central Huishui                                       | Hmong, Central Huishui          | I/L         | Hmong-Sprachen                             |
| hmd   |       |        | Hmong, Northeastern Dian                                     | Hmong, Northeastern Dian        | I/L         | Hmong-Sprachen                             |
| hme   |       |        | Hmong, Eastern Huishui                                       | Hmong, Eastern Huishui          | I/L         | Hmong-Sprachen                             |
| hmf   |       |        | Hmong Don                                                    | Hmong Don                       | I/L         | Hmong-Sprachen                             |
| hmg   |       |        | Hmong, Southwestern Guiyang                                  | Hmong, Southwestern Guiyang     | I/L         | Hmong-Sprachen                             |
| hmh   |       |        | Hmong, Southwestern Huishui                                  | Hmong, Southwestern Huishui     | I/L         | Hmong-Sprachen                             |
| hmi   |       |        | Hmong, Northern Huishui                                      | Hmong, Northern Huishui         | I/L         | Hmong-Sprachen                             |
| hmj   |       |        | Hmong, Chonganjiang                                          | Hmong, Chonganjiang             | I/L         | Hmong-Sprachen                             |
| hmk   |       |        | Ye-Maek                                                      | Maek                            | I/A         | Koreanische Sprachen                       |
| hml   |       |        | Hmong, Luopohe                                               | Hmong, Luopohe                  | I/L         | Hmong-Sprachen                             |
| hmm   |       |        | Hmong, Central Mashan                                        | Hmong, Central Mashan           | I/L         | Hmong-Sprachen                             |
| hmn   |       | hmn    | Hmong-Sprache                                                | Hmong                           | M/L         | Hmong-Sprachen                             |
| hmo   | ho    | hmo    | Hiri Motu                                                    | Hiri Motu                       | I/L         | Austronesische Sprachen                    |
| hmp   |       |        | Hmong, Northern Mashan                                       | Hmong, Northern Mashan          | I/L         | Hmong-Sprachen                             |
| hmq   |       |        | Hmong, Eastern Qiandong                                      | Hmong, Eastern Qiandong         | I/L         | Hmong-Sprachen                             |
| hmr   |       |        | Hmar                                                         | Hmar                            | I/L         | Mizo-Kuki-Chin-Sprachen                    |
| hms   |       |        | Hmong, Southern Qiandong                                     | Hmong, Southern Qiandong        | I/L         | Hmong-Sprachen                             |
| hmt   |       |        | Hamtai                                                       | Hamtai                          | I/L         | Papuasprachen                              |
| hmu   |       |        | Hamap                                                        | Hamap                           | I/L         | Timor-Alor-Pantar-Sprachen                 |
| hmv   |       |        | Hmong Dô                                                     | Hmong Dô                        | I/L         | Hmong-Sprachen                             |
| hmw   |       |        | Hmong, Western Mashan                                        | Hmong, Western Mashan           | I/L         | Hmong-Sprachen                             |
| hmy   |       |        | Hmong, Southern Guiyang                                      | Hmong, Southern Guiyang         | I/L         | Hmong-Sprachen                             |
| hmz   |       |        | Hmong Shua                                                   | Hmong Shua                      | I/L         | Hmong-Sprachen                             |
| hna   |       |        | Mina (Kamerun)                                               | Mina (Cameroon)                 | I/L         | Tschadische Sprachen                       |
| hnd   |       |        | Südliches Hindko                                             | Hindko, Southern                | I/L         | Indoarische Sprachen                       |
| hne   |       |        | Chhattisgarhi                                                | Chhattisgarhi                   | I/L         | Hindi-Sprachen                             |
| hnh   |       |        | ǁAni, Handa                                                  | Ani                             | I/L         | Khoisansprachen                            |
| hni   |       |        | Hani                                                         | Hani                            | I/L         | Lolo-Sprachen                              |
| hnj   |       |        | Hmong Njua                                                   | Hmong Njua                      | I/L         | Hmong-Sprachen                             |
| hnn   |       |        | Hanunó'o                                                     | Hanunoo                         | I/L         | Süd-Mangyan-Sprachen                       |
| hno   |       |        | Nördliches Hindko                                            | Hindko, Northern                | I/L         | Indoarische Sprachen                       |
| hns   |       |        | Karibisches Hindustani                                       | Hindustani, Caribbean           | I/L         | Bihari-Sprachen                            |
| hnu   |       |        | Hung                                                         | Hung                            | I/L         | Vietische Sprachen                         |
| hoa   |       |        | Hoava                                                        | Hoava                           | I/L         | Ozeanische Sprachen                        |
| hob   |       |        | Mari (Madang Province)                                       | Mari (Madang Province)          | I/L         | Ozeanische Sprachen                        |
| hoc   |       |        | Ho                                                           | Ho                              | I/L         | Munda-Sprachen                             |
| hod   |       |        | Holma                                                        | Holma                           | I/E         | Tschadische Sprachen                       |
| hoe   |       |        | Horom                                                        | Horom                           | I/L         | Plateau-Sprachen                           |
| hoh   |       |        | Hóbyót                                                       | Hobyót                          | I/L         | Neusüdarabische Sprachen                   |
| hoi   |       |        | Holikachuk                                                   | Holikachuk                      | I/L         | Athapaskische Sprachen                     |
| hoj   |       |        | Harauti                                                      | Harauti                         | I/L         | Indoarische Sprachen                       |
| hol   |       |        | Holu                                                         | Holu                            | I/L         | Bantusprachen                              |
| hom   |       |        | Homa                                                         | Homa                            | I/E         | Bantusprachen                              |
| hoo   |       |        | Holoholo                                                     | Holoholo                        | I/L         | Bantusprachen                              |
| hop   |       |        | Hopi                                                         | Hopi                            | I/L         | Nördliche Uto-aztekische Sprachen          |
| hor   |       |        | Horo                                                         | Horo                            | I/E         | Zentralsudanische Sprachen                 |
| hos   |       |        | Ho-Chi-Minh-Stadt-Gebärdensprache                            | Ho Chi Minh City Sign Language  | I/L         | Gebärdensprache                            |
| hot   |       |        | Hote                                                         | Hote                            | I/L         | Ozeanische Sprachen                        |
| hov   |       |        | Hovongan                                                     | Hovongan                        | I/L         | Kayan-Murik-Sprachen                       |
| how   |       |        | Honi                                                         | Honi                            | I/L         | Lolo-Sprachen                              |
| hoy   |       |        | Holiya                                                       | Holiya                          | I/L         | Dravidische Sprachen                       |
| hoz   |       |        | Hozo                                                         | Hozo                            | I/L         | Omotische Sprachen                         |
| hpo   |       |        | Hpon                                                         | Hpon                            | I/E         | Birmanische Sprachen                       |
| hps   |       |        | Hawaiische Gebärdensprache                                   | Hawai'i Pidgin Sign Language    | I/L         | Gebärdensprache                            |
| hra   |       |        | Hrangkhol                                                    | Hrangkhol                       | I/L         | Mizo-Kuki-Chin-Sprachen                    |
| hrc   |       |        | Niwer Mil                                                    | Niwer Mil                       | I/L         | Ozeanische Sprachen                        |
| hre   |       |        | Hrê                                                          | Hre                             | I/L         | Bahnar-Sprachen                            |
| hrk   |       |        | Haruku                                                       | Haruku                          | I/L         | Zentral-Molukken-Sprachen                  |
| hrm   |       |        | Horned Miao                                                  | Horned Miao                     | I/L         | Hmong-Sprachen                             |
| hro   |       |        | Haroi                                                        | Haroi                           | I/L         | Chamische Sprachen                         |
| hrp   |       |        | Nhirrpi                                                      | Nhirrpi                         | I/E         | Pama-Nyunga-Sprachen                       |
| (hrr) |       |        | Horuru                                                       | Horuru                          | I/L         | Malayo-polynesische Sprachen               |
| hrt   |       |        | Hertevin                                                     | Hértevin                        | I/L         | Aramäische Sprachen                        |
| hru   |       |        | Hruso                                                        | Hruso                           | I/L         | Hrusische Sprachen                         |
| hrv   | hr    | hrv    | Kroatisch                                                    | Croatian                        | I/L         | Südslawische Sprachen                      |
| hrw   |       |        | Warwar Feni                                                  | Warwar Feni                     | I/L         | Ozeanische Sprachen                        |
| hrx   |       |        | Riograndenser Hunsrückisch, Riograndensisch, Katharinensisch | Hunsrik                         | I/L         | Westgermanische Sprachen                   |
| hrz   |       |        | Harzandi                                                     | Harzani                         | I/L         | Iranische Sprachen                         |
| hsb   |       | hsb    | Obersorbisch                                                 | Sorbian, Upper                  | I/L         | Westslawische Sprachen                     |
| (hsf) |       |        | Huastec, Southeastern                                        | Huastec, Southeastern           | I/L         | Maya-Sprachen                              |
| hsh   |       |        | Ungarische Gebärdensprache                                   | Hungarian Sign Language         | I/L         | Österreichisch-ungarische Gebärdensprachen |
| hsl   |       |        | Hausa-Gebärdensprache                                        | Hausa Sign Language             | I/L         | Gebärdensprache                            |
| hsn   |       |        | Xiang                                                        | Xiang Chinese                   | I/L         | Chinesische Sprachen                       |
| hss   |       |        | Ḥarsūsi                                                      | Harsusi                         | I/L         | Neusüdarabische Sprachen                   |
| hti   |       |        | Hoti                                                         | Hoti                            | I/E         | Zentral-Molukken-Sprachen                  |
| hto   |       |        | Huitoto, Minica                                              | Huitoto, Minica                 | I/L         | Witoto-Sprachen                            |
| hts   |       |        | Hadza                                                        | Hadza                           | I/L         | Isolierte Sprachen                         |
| htu   |       |        | Hitu                                                         | Hitu                            | I/L         | Zentral-Molukken-Sprachen                  |
| htx   |       |        | Mittelhethitisch                                             | Hittite, Middle                 | I/A         | Anatolische Sprachen                       |
| hub   |       |        | Huambisa                                                     | Huambisa                        | I/L         | Jívaro-Sprachen                            |
| huc   |       |        | ǂʼAmkoe                                                      | =/Hua                           | I/L         | Khoisansprachen                            |
| hud   |       |        | Huaulu                                                       | Huaulu                          | I/L         | Zentral-Molukken-Sprachen                  |
| hue   |       |        | San-Francisco-Del-Mar-Huave                                  | Huave, San Francisco Del Mar    | I/L         | Isolierte Sprachen                         |
| huf   |       |        | Humene                                                       | Humene                          | I/L         | Papuasprachen                              |
| hug   |       |        | Huachipaeri                                                  | Huachipaeri                     | I/L         | Harakmbut-Sprachen                         |
| huh   |       |        | Huilliche                                                    | Huilliche                       | I/L         | Araukanische Sprachen                      |
| hui   |       |        | Huli                                                         | Huli                            | I/L         | Ost-Neuguinea-Hochland-Sprachen            |
| huj   |       |        | Hmong, Northern Guiyang                                      | Hmong, Northern Guiyang         | I/L         | Hmong-Sprachen                             |
| huk   |       |        | Hulung                                                       | Hulung                          | I/E         | Zentral-Molukken-Sprachen                  |
| hul   |       |        | Hula                                                         | Hula                            | I/L         | Ozeanische Sprachen                        |
| hum   |       |        | Hungana                                                      | Hungana                         | I/L         | Bantusprachen                              |
| hun   | hu    | hun    | Ungarisch                                                    | Hungarian                       | I/L         | Ugrische Sprachen                          |
| huo   |       |        | Hu                                                           | Hu                              | I/L         | Palaung-Wa-Sprachen                        |
| hup   |       | hup    | Hoopa                                                        | Hupa                            | I/L         | Athapaskische Sprachen                     |
| huq   |       |        | Tsat                                                         | Tsat                            | I/L         | Chamische Sprachen                         |
| hur   |       |        | Halkomelem                                                   | Halkomelem                      | I/L         | Salish-Sprachen                            |
| hus   |       |        | Huastekisch                                                  | Huastec, Veracruz               | I/L         | Maya-Sprachen                              |
| hut   |       |        | Humla, Limi                                                  | Humla                           | I/L         | Tibetanische Sprachen                      |
| huu   |       |        | Huitoto, Murui                                               | Huitoto, Murui                  | I/L         | Witoto-Sprachen                            |
| huv   |       |        | San-Mateo-Del-Mar-Huave                                      | Huave, San Mateo Del Mar        | I/L         | Isolierte Sprachen                         |
| huw   |       |        | Hukumina                                                     | Hukumina                        | I/E         | Zentral-Molukken-Sprachen                  |
| hux   |       |        | Huitoto, Nüpode                                              | Huitoto, Nüpode                 | I/L         | Witoto-Sprachen                            |
| huy   |       |        | Hulaula                                                      | Hulaulá                         | I/L         | Aramäische Sprachen                        |
| huz   |       |        | Hunsibisch                                                   | Hunzib                          | I/L         | Didoische Sprachen                         |
| (hva) |       |        | Huastec, San Luís Potosí                                     | Huastec, San Luís Potosí        | I/L         | Maya-Sprachen                              |
| hvc   |       |        | Haitianische Voodoo-Sprache                                  | Haitian Vodoun Culture Language | I/L         | Sakralsprache                              |
| hve   |       |        | San-Dionisio-Del-Mar-Huave                                   | Huave, San Dionisio Del Mar     | I/L         | Isolierte Sprachen                         |
| hvk   |       |        | Haveke                                                       | Haveke                          | I/L         | Neukaledonien-Sprachen                     |
| hvn   |       |        | Sawunesisch, Sabu, Hawu                                      | Sabu                            | I/L         | Zentral-malayo-polynesische Sprachen       |
| hvv   |       |        | Santa-María-Del-Mar-Huave                                    | Huave, Santa María Del Mar      | I/L         | Isolierte Sprachen                         |
| hwa   |       |        | Wané                                                         | Wané                            | I/L         | Kru-Sprachen                               |
| hwc   |       |        | Hawaii Creole English, Hawaii Pidgin English                 | Hawai'i Creole English          | I/L         | Englischbasierte Kreolsprachen             |
| hwo   |       |        | Hwana                                                        | Hwana                           | I/L         | Tschadische Sprachen                       |
| hya   |       |        | Hya                                                          | Hya                             | I/L         | Tschadische Sprachen                       |
| hye   | hy    | arm    | Armenisch                                                    | Armenian                        | I/L         | Indogermanische Sprachen                   |
| hyw   |       |        | Westarmenisch                                                | Western Armenian                | I/L         | Indogermanische Sprachen                   |